# Kachisou
Kachisou, nome artístico de Cátia Mariline Sousa, é uma escritora e ilustradora mangaka portuguesa de Banda desenhada no estilo manga japonês.
Vencedora de prémios internacionais, é a criadora da antologia em formato mangá Weak; editado em português em formato estritamente japonês.

## Prémios
Prémios no Japão:
- SMA7 (Silent Manga Audition) - "Award nominee" 2017
- SMA8 - "Grand Prix Runner-up" com um título especial da editora COAMIX: "SMA Masterclass" 2018
- SMAEx4 - "Excellence Award Runner Up" 2019
- SMAEX5 - "Grand Prix Runner-up" 2019

Prémios em Portugal:
- "Universo Manga 2019" - Editora Bubok Portugal em conjunto com a plataforma PtAnime.[2][3][4][6]

## Publicações
Weak é uma antologia de várias histórias e, o primeiro mangá português editado no próprio estilo japonês. Esta compilação de mangas está formada por três títulos principais: A tua força, Amigos e Medo.
Quero Voar mangá publicado em 2023
Centelhas do Caos - Contos Atípicos Compilação de histórias de vários autores ilustrados pela Kachisou. 